# خنفساء القلف الأرزية
خنفساء القلف الأرزية (الاسم العلمي:Scolytus laricis) هو نوع من الحشرات يتبع جنس خنفساء القلف من فصيلة السوسية الحقيقية. اسم هذا النوع منسوب إلى نبات الأرزية.